# Elatea
Elatea (en llatí Elateia o Elatia, en grec antic Ἐλάτεια) era una ciutat de Fòcida, la més important del país després de Delfos. Estava situada a una plana que permetia controlar els accessos al sud de Grècia, vora la frontera amb la Lòcrida Opúncia i a la riba esquerra del riu Cefís. Segons Estrabó i Pausànias, es trobava a 180 estadis d'Amficea.
Homer no menciona Elatea. Els seus habitants afirmaven que eren arcadis i derivaven el seu nom d'Èlat, fill d'Arcas. L'exèrcit persa la va destruir durant l'expedició de Xerxes I a Grècia, diu Heròdot. Era una ciutat independent fins al 338 aC quan Filip II de Macedònia va entrar a Fòcida per fer la guerra contra Amfissa i la va ocupar, reparant totes les seves fortificacions. Atenes es va alarmar, cosa que prova que la ciutat era considerada com la clau per entrar al sud de Grècia, valora Diodor de Sicília.
Pausànias explica amb cert detall la història posterior de la ciutat. Diu que va resistir amb èxit un atac de Cassandre, però Filip V de Macedònia la va ocupar. Es va mantenir fidel a Filip quan el 198 aC els romans van envair Grècia, i la van haver de prendre a l'assalt. Va passar a Roma el 168 aC, segons diu Titus Livi. Durant la guerra contra Mitridates VI Eupator, el general Tàxiles la va atacar, però els ciutadans van rebutjar l'atac, i després com a premi els romans la van declarar ciutat lliure.
Entre els monuments dignes de menció, Pausànias anomena l'àgora, un temple d'Asclepi que contenia una estàtua del déu sense barba, un teatre i una antiga estàtua de bronze d'Atena. També parla d'un temple d'Atena Cranea a 20 estadis de la ciutat on s'arribava per un camí amb una pujada molt suau, encara que el temple era dalt d'un turó escarpat.
Al lloc que ocupava hi ha avui la ciutat de Lefta on es conserven algunes restes del període grec i romà, no gaire importants, i també s'han trobat restes del temple d'Atena Cranea.